# Karl-Heinz Kubesch
Karl-Heinz Kubesch (* 19. Mai 1959) ist ein österreichischer Fußballtrainer.

## Karriere
Kubesch trainierte 2008 den SV Oberaich. Danach trainierte er die Union Birkfeld, ehe er im Oktober 2010 den Verein verlassen musste.
Im September 2011 wurde er Trainer des SVH Waldbach. Im Jänner 2012 wechselte er zum SV Thörl.
Ab 2016 trainierte er zudem in der Akademie der Kapfenberger SV. Im Juni 2016 verließ er Thörl und trainierte nur noch bei den Kapfenbergern.
Im September 2016 wurde er Trainer der dritten Mannschaft der Kapfenberger, dem ASC Rapid Kapfenberg. Im Mai 2017 wurde er zusätzlich Nachfolger von Ljubisa Susic bei der Zweitmannschaft der KSV. Zur Saison 2017/18 wurde er von Stefan Rapp abgelöst. Nach dessen Beförderung zum Trainer der Profis wurde Kubesch erneut Trainer der Zweitmannschaft und zudem auch Co-Trainer von Rapp bei den Profis.
Nach Rapps Entlassung im Mai 2018 wurde Kubesch interimistisch Cheftrainer der Profis der Kapfenberger SV.

## Familie
Zahlreiche Mitglieder der Familie Kubesch sind bzw. waren bei der Kapfenberger SV tätig. So war etwa Sohn Markus (* 1985) ein langjähriger Spieler (Torwart) der Kapfenberger und stand kurzzeitig auch im Profikader (jedoch ohne Einsatz). Lange Jahre fungierte Markus Kubesch auch als Pressesprecher der KSV, war aber auch Videoanalyst und Torwarttrainer der Kapfenberger und ist heute unter anderem für die Akkreditierungen zuständig. Nach einem Herzinfarkt, den er im Mai 2016 erlitten hatte, musste Kubesch seine Karriere als Aktiver beenden. Ein weiterer Sohn, Christoph, ist in der IT-Branche tätig und nebenbei bei der KSV für die gesamte IT-/EDV-/Medienabteilung zuständig. Die Ehefrau von Karl-Heinz Kubesch, Christa, ist ebenfalls seit vielen Jahren im Verein tätig. Sie hatte einen Bürojob inne, arbeitete an der Kassa und tritt heute unter anderem als Zeugwart im Nachwuchsbereich in Erscheinung.